# 63스카이아트

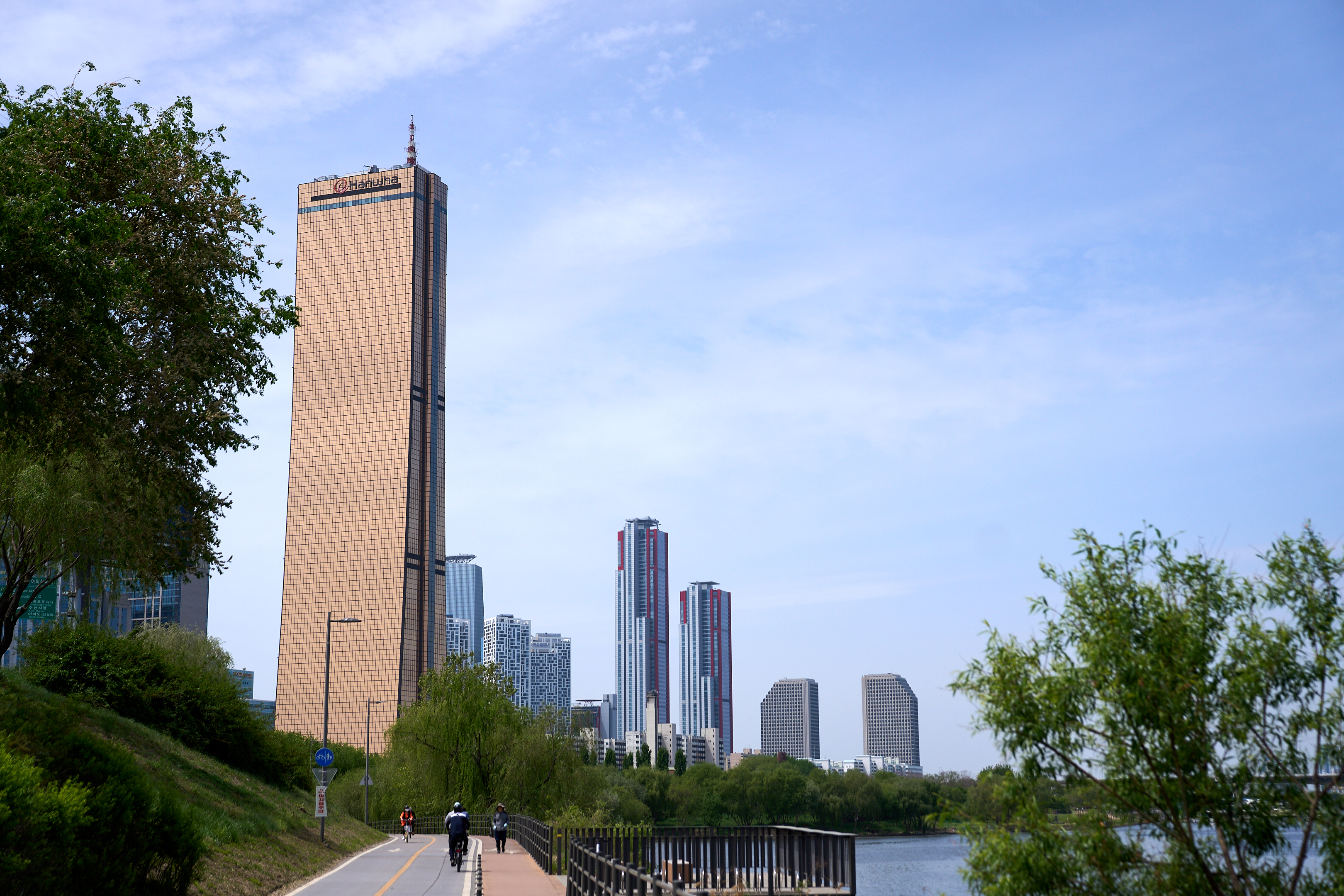
63빌딩

63스카이아트는 대한민국 서울특별시 영등포구 여의도동 63빌딩 지상 60층에 위치하고 있다. 완공 당시 남산타워를 제치고 대한민국에서 가장 높은 건물이 되었고 2번째로 높은 구조물이 되었다. 전망대는 남산타워의 해발 높이를 제외하면 63빌딩이 가장 높다.

## 역사
1980년 대한생명이 여의도에 60층 규모의 사옥 건축허가를 신청할 때부터, 60층 자리에 "서울을 한눈에 바라볼 수 있는" 전망대를 조성한다는 계획이 세워져 있었다. 특히 전망대까지 초속 9m의 초고속 엘레베이터 여덟 대를 설치하여 지상부터 전망대까지 30초 만에 오르도록 한다는 점에서 당시 언론의 주목을 받았다.
5년간의 공사 끝에 1985년 5월 30일 63빌딩이 완공되었으나 검사 시 소방시설이 부족하다는 지적에 따라 정비에 들어갔고, 이 때문에 전망대를 비롯한 관람시설은 정비를 마친 7월 27일에 일반에 공개됐다. 2008년 7월 18일에 63스카이아트로 변경하였다.

## 특징
63스카이아트(영어: 63 Sky Art)는 지상 60층에 위치하고 있다. 현재 개장한 서울특별시의 마천루 중 거의 유일하게 전망대를 갖추고 있다. 초고층 건물 중에는 유일하다 볼 수 있고 비건물 타워까지 합하면 N서울타워와 함께 유일하게 전망대가 설치되어 있다. 63빌딩은 540m/min의 빠른 속도를 가지고 있는 한국미쓰비시엘리베이터의 엘리베이터가 있으며, 지하 1층부터 지상 60층까지 운행된다. 참고로 이 엘리베이터는 민간인에게 개방된 대한민국의 엘리베이터 중 2번째로 속도가 빠르다.
스카이아트의 이용 시간은 2014년 기준으로 오전 10시 ~ 오후 10시다. 이용요금은 어른(만 19세 이상) 13,000원, 청소년(만 13세 ~ 18세) 12,000원, 어린이 및 경로자(36개월 이상 ~ 만 12세 이하) 11,000원이다. 스카이아트에서 여의도를 보면 여의도의 아파트 단지, 서울국제금융센터, LG트윈타워, 한강 등이 보인다. 2015년 9월 14일 ~ 21일까지는 리모델링 공사로 임시 휴관하였다.

## 갤러리

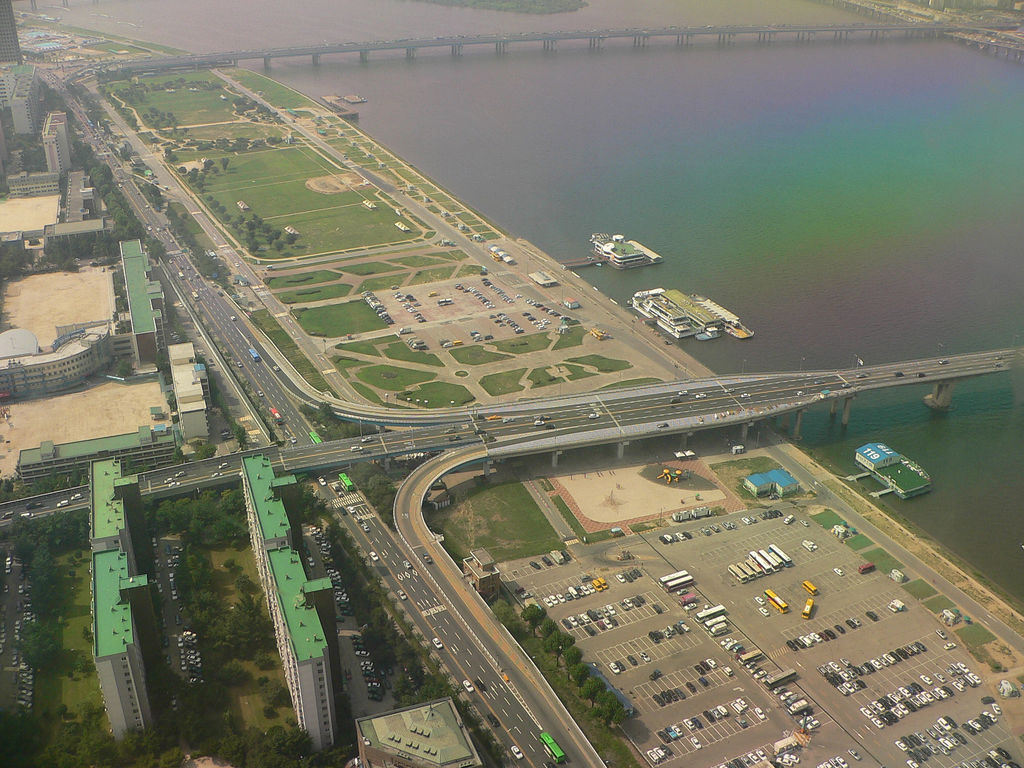
63빌딩에서 찍은 여의도. (2005년)
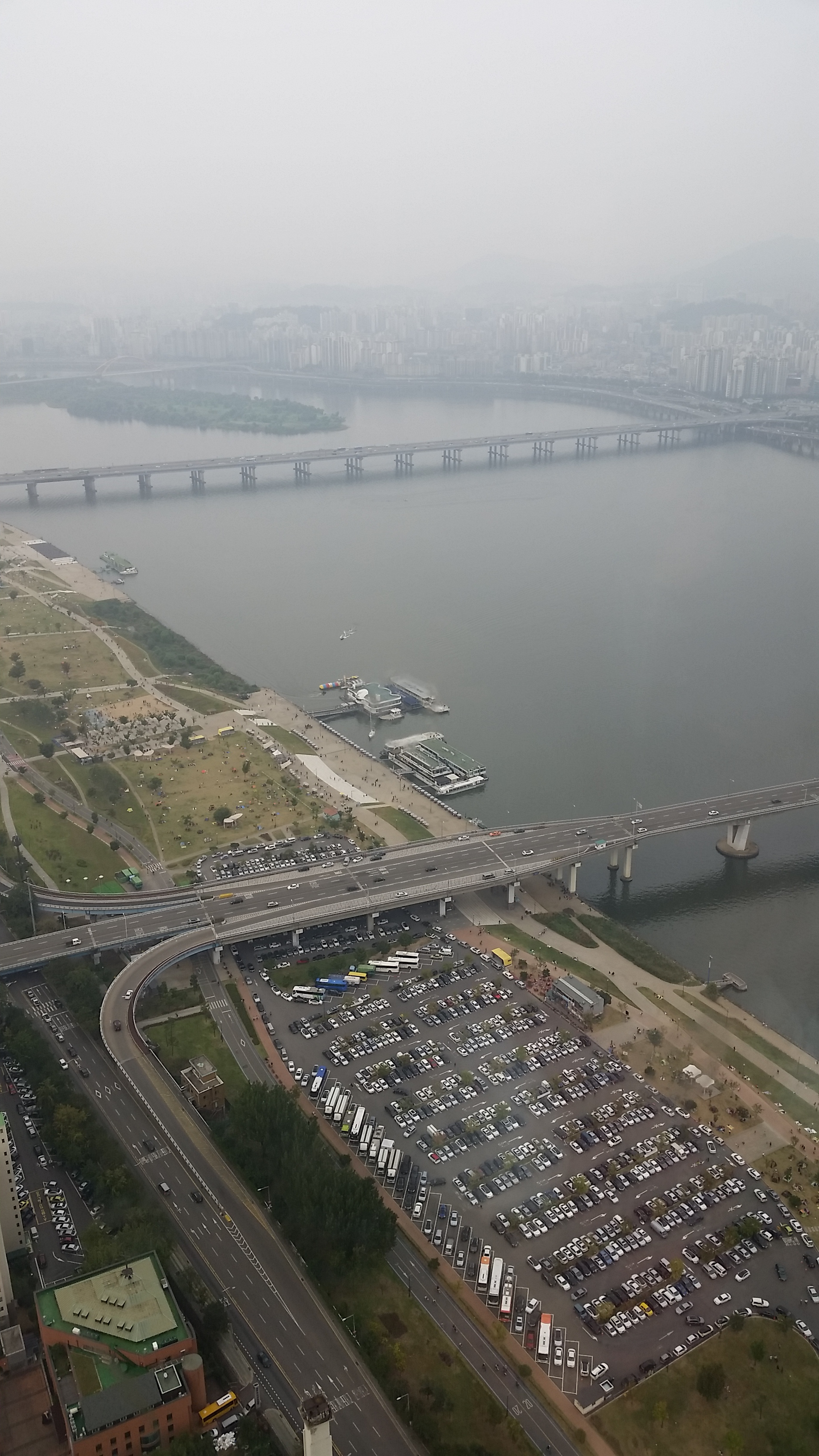
63빌딩에서 찍은 여의도.
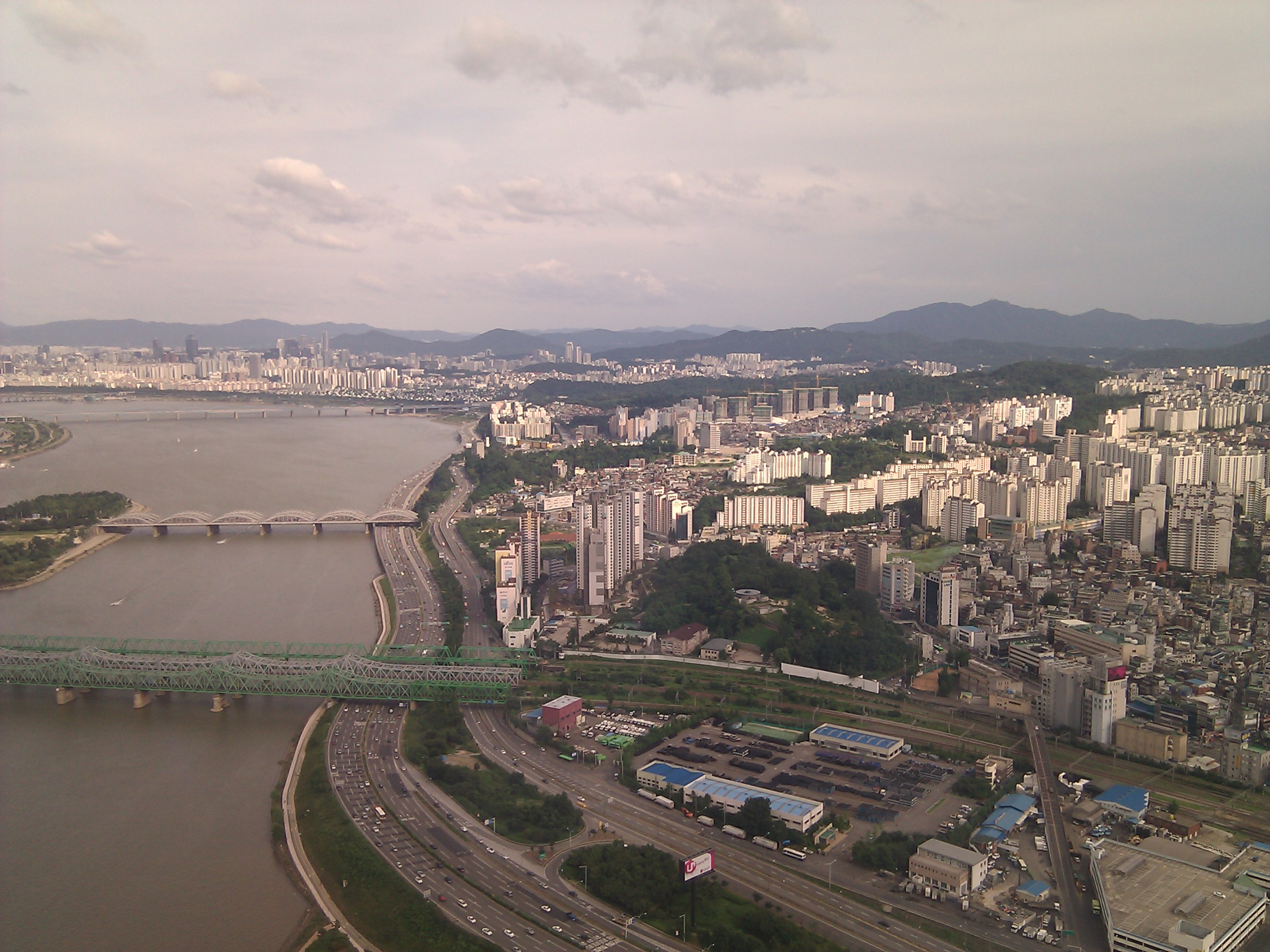
2011년 8월 7일.
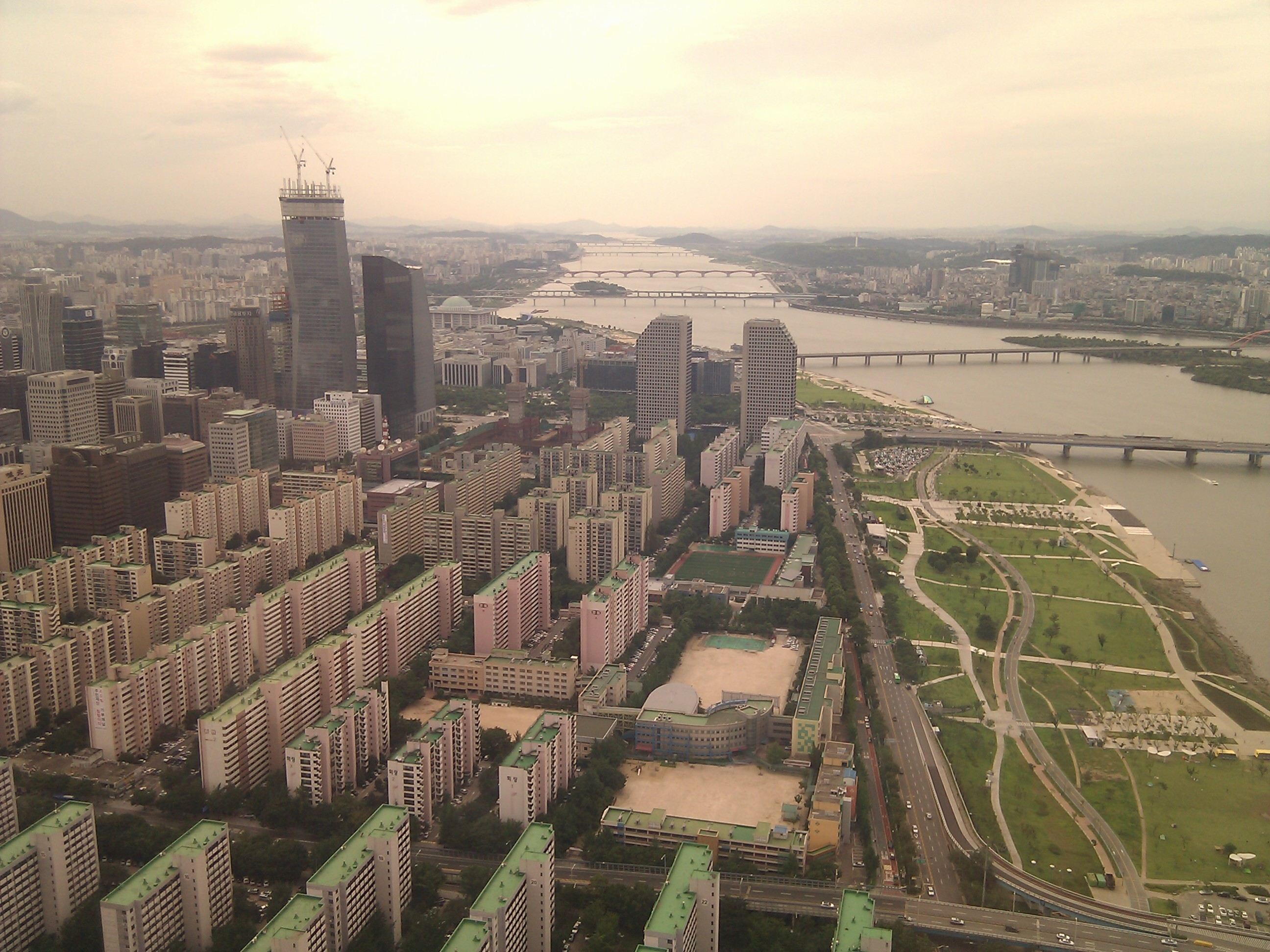
2011년 8월 7일.
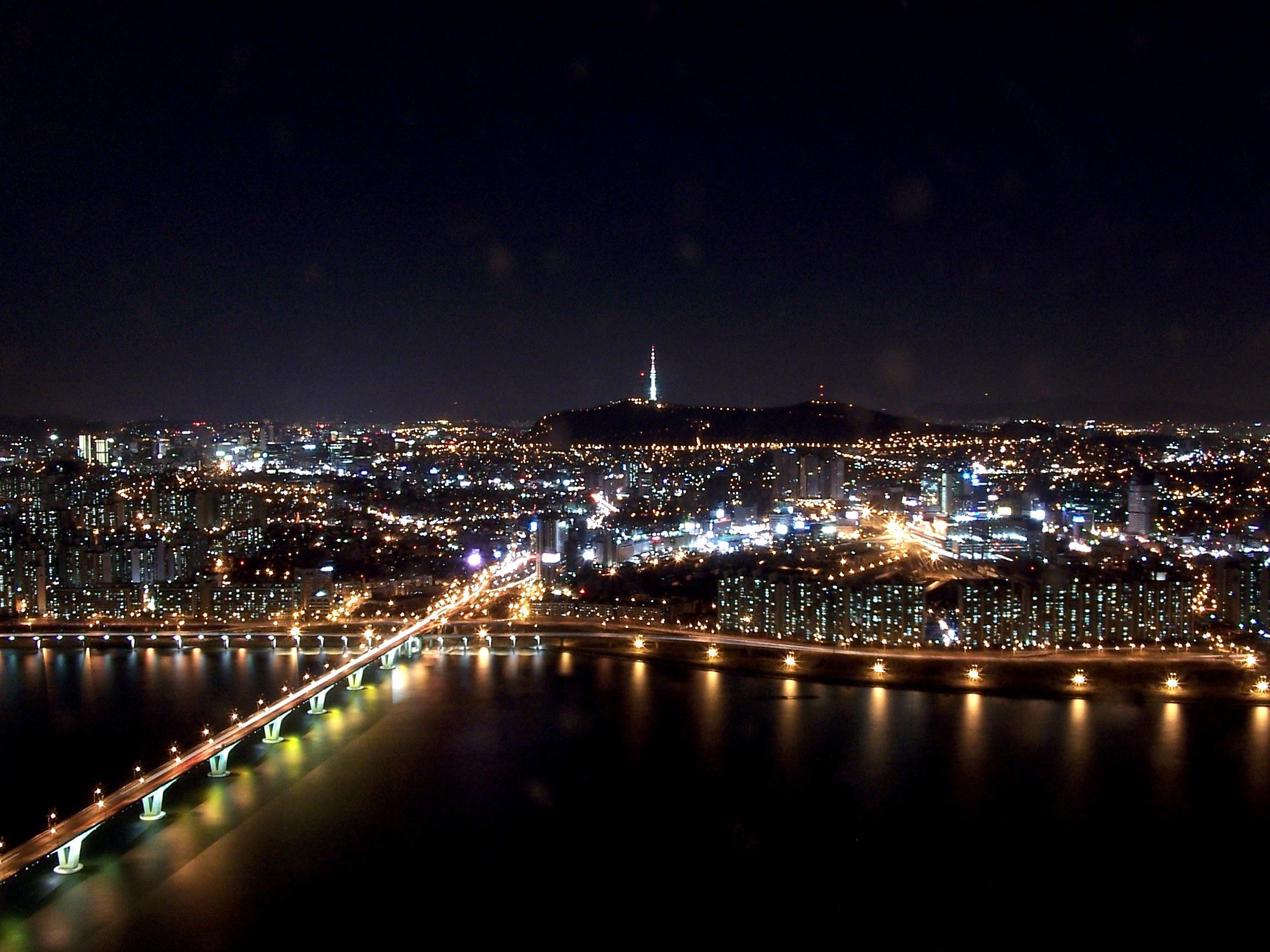
63빌딩에서 찍은 서울특별시의 야경.
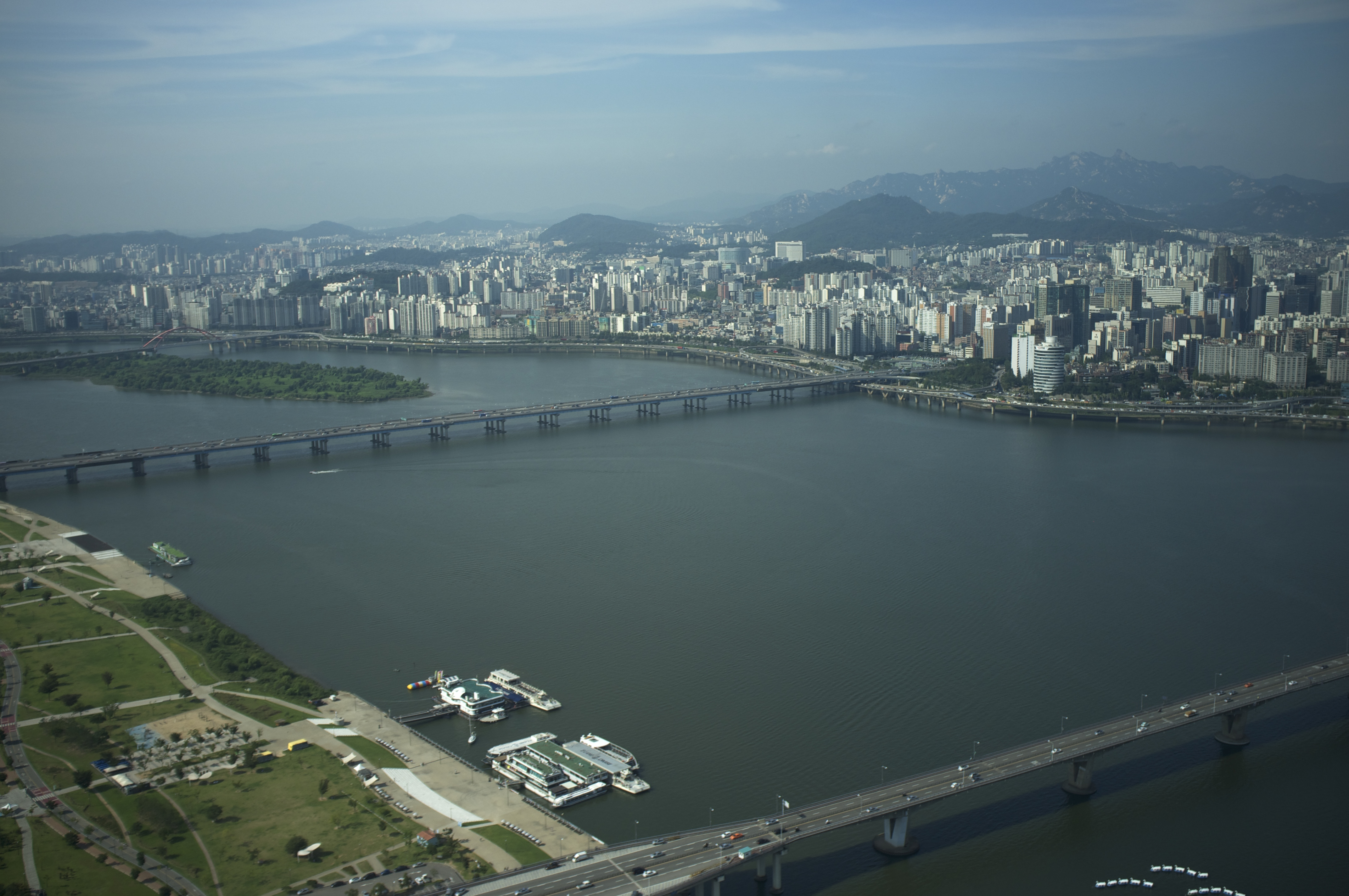
63빌딩에서 찍은 마포대교, 원효대교, 서강대교.
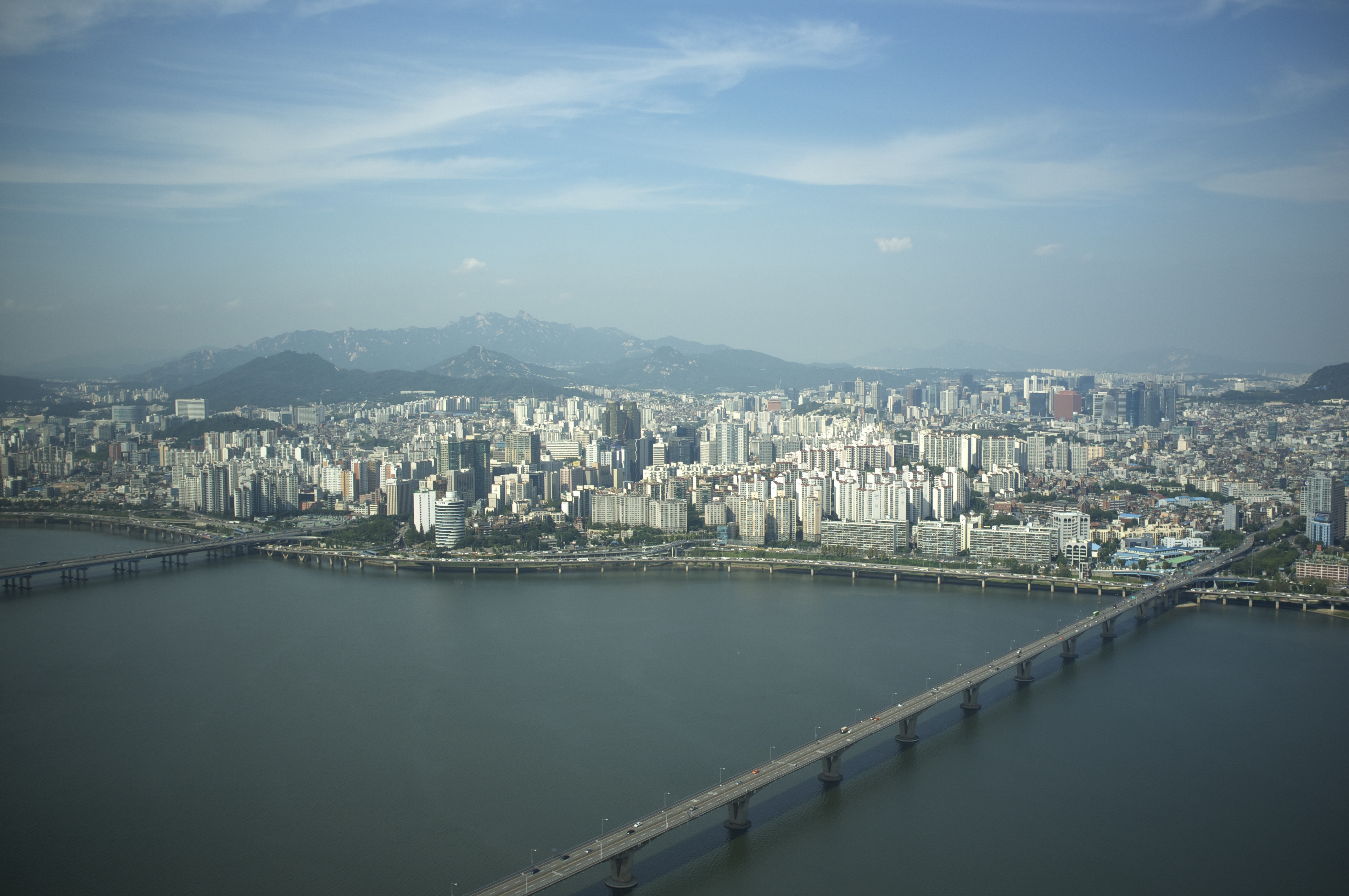
63빌딩에서 찍은 마포대교, 원효대교.
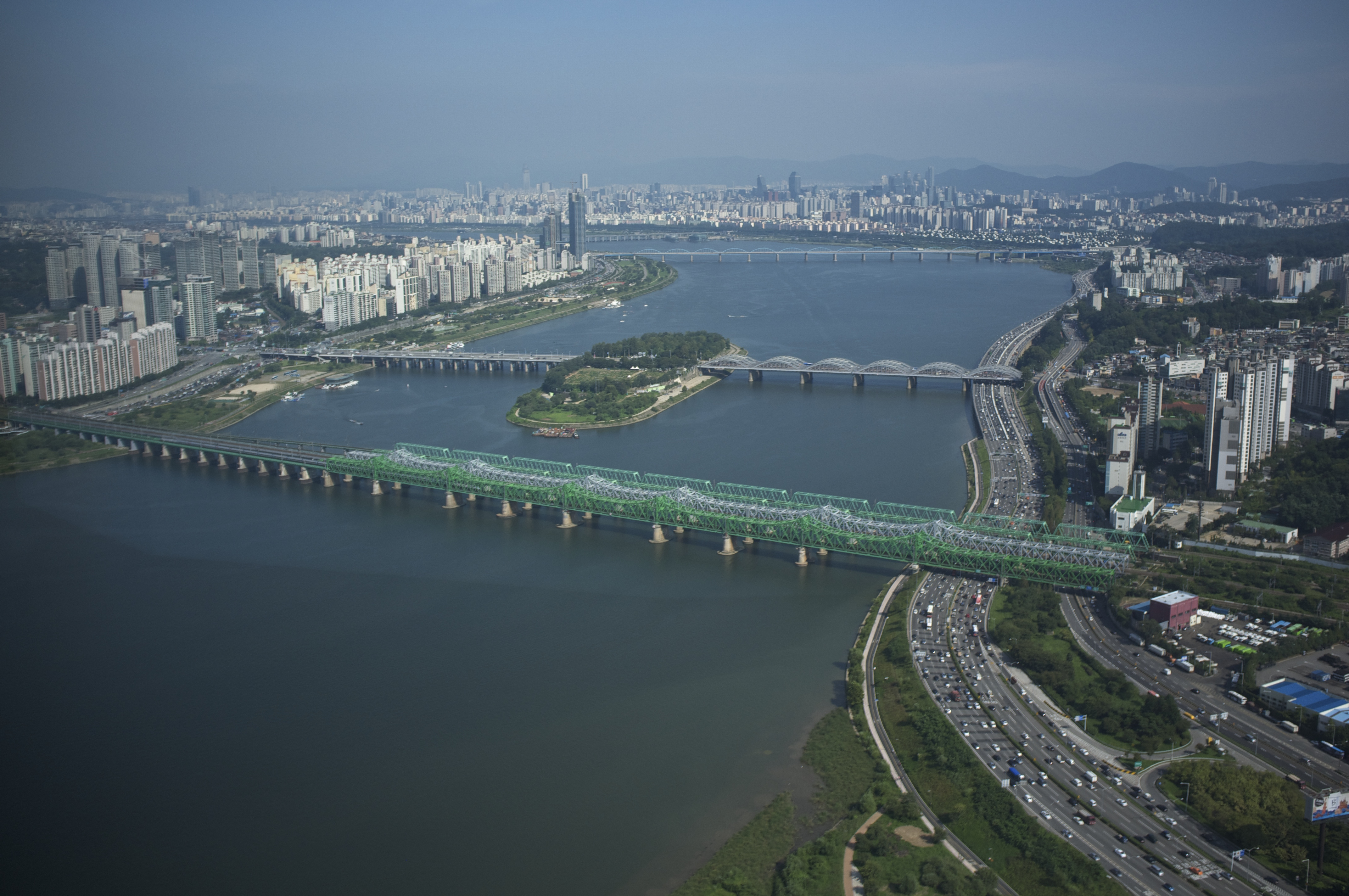
63빌딩에서 찍은 한강대교.
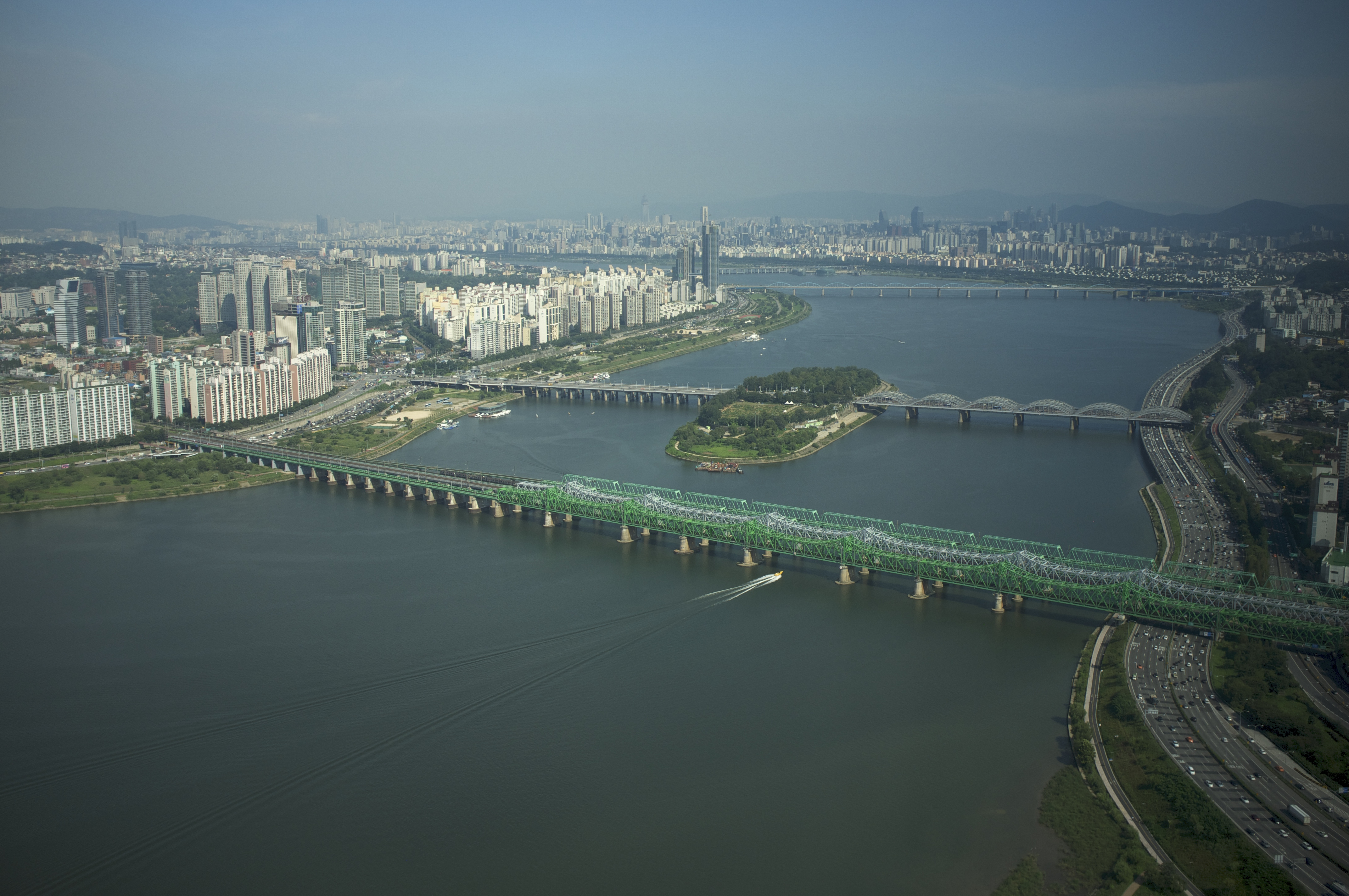
63빌딩에서 찍은 한강대교.

## 같이 보기
- 서울스카이